# Sureños
Sureños (Суреньос, исп. «южанин») или Sureñas (Суреньяс, исп. «для женщин») — латиноамериканские независимые уличные банды (состоящие в основном из мексиканцев), связанные с Мексиканской мафией. Многие банды Sureños конкурируют друг с другом (за исключением бандитов, находящихся в тюрьме), хотя они и разделяют общую идентичность.

## История
Sureños появились в 1968, но этот термин не использовался до 1970-х в результате длительного конфликта между Мексиканской мафией и Нуэстра Фамилия в тюремной системе Калифорнии. В результате этих тюремных войн, все латиноамериканские банды Калифорнии присоединяются к движению Sureños или Norteños с очень немногими исключениями, такими как Бульдоги Фресно и бригады Maravilla Восточного Лос-Анджелеса.

## Распространение банд Sureños
Sureños в основном распространены на Западном побережье, прежде всего в южной Калифорнии, где и появились. В одном только округе Лос-Анджелес есть приблизительно 20 тыс. членов банд Sureños. Они успешно мигрировали в каждый крупнейший город в каждом штате США, так же как в Канаде, Мексике, Гондурасе, Сальвадоре и Гватемале. Одна из главных причин для этого перемещения — три строгих закона о забастовках в Калифорнии. Есть неподтвержденные сообщения об их присутствии в различных южноамериканских странах. В северных штатах, таких как Орегон, Вашингтон и Аляска наблюдалось существенные увеличения уличных бригад под баннерами Sureño и Norteño. Восточный Вашингтон — почти исключительно или территория Sureño, или Norteño с единственным исключением (Спокан, Вашингтон).
Наблюдались случаи активности Sureños во многих штатах. Sureños являются безжалостными пехотинцами Мексиканской Мафии, совершающей убийства и широкий незаконный оборот наркотиков. Многие Sureños стремятся в конечном счете «сделать карьеру» в мафии, и это одно из объяснений того, что они выполняют любые заказы, данные им, чтобы доказать свою лояльность.

## Криминальная деятельность
Группы Sureño вовлечены во многие виды преступной деятельности, такие как убийства, незаконный оборот наркотиков, похищения, вымогательство, нападения, воровство, грабеж, мошенничество и незаконный оборот оружия. Они также в значительной степени заняты торговлей людьми.

## Культура Sureños
Sureños используют номер 13, который представляет тринадцатую букву алфавита, букву «M», отдавая дань уважения Мексиканской Мафии. Общие маркировки бригады Sureño и татуировки включают: «Sur», «XIII», «X3», «13», «Sur13», «ООН tres», «trece» и 3 точки. Хотя существуют много татуировок, используемых Surenos, есть только одна татуировка, которая доказывает или утверждает участие. Слово «Sureno» или «Surena» должны быть заработаны и никогда не могут считаться само собой разумеющимся. Многие Sureños носят одежду синего и серого цвета для идентификации. Большинство Sureños являются латиноамериканцами, но некоторые бригады Sureño позволяют присоединяться людям другого этнического происхождения.
У всех бригад Sureno обычно есть свои собственные названия, отражающие их район или город, такие как Саутсайд Бомонт 13, Эль-Монте Флорес 13 или Главные 13 Eastside, как правило, выбранное людьми, которые основали бригаду.

## Sureños и другие преступные группировки
Союзниками Sureños являются Мексиканская мафия, Арийское братство, Нацистские бунтари, Армянская сила, некоторые банды афроамериканского альянса Crips, мексиканские наркокартели — Лос-Сетас, Картель Синалоа, Тихуанский картель, противниками — Нуэстра Фамилия, Norteños, Бульдоги Фресно, Bloods, Pirus.